# اتان هورواث

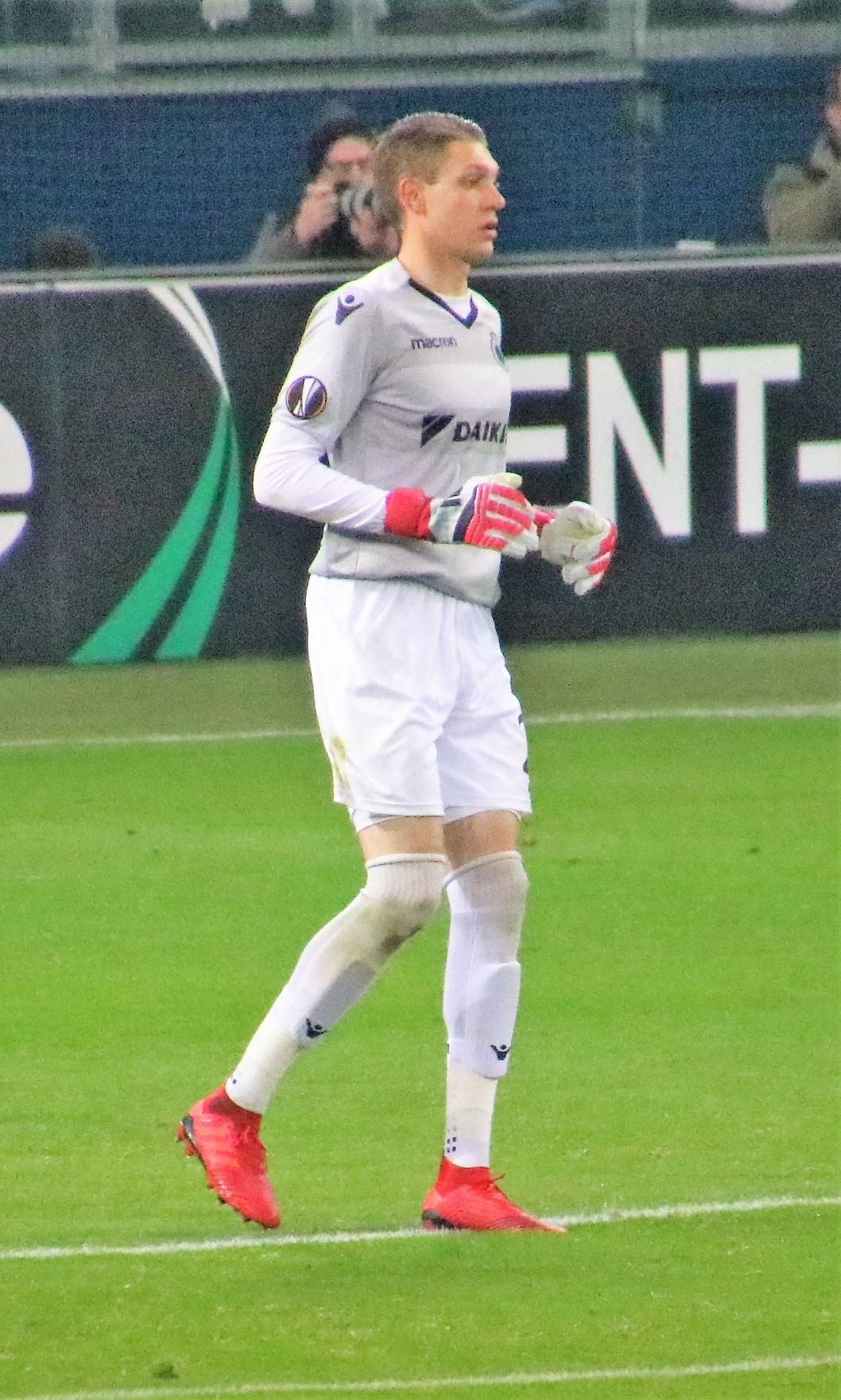
اتان هورواث - ۲۰۱۹

اتان هورواث (انگلیسی: Ethan Horvath؛ زادهٔ ۹ ژوئن ۱۹۹۵) یک بازیکن فوتبال اهل ایالات متحده آمریکا است که در پست دروازه‌بان برای باشگاه فوتبال کلوب بروژ در بلژیک بازی می‌کند.